# Webtoon
El webtoon (en hangul, 웹툰) és un format de còmic digital creat a Corea del Sud. La principal diferència amb el còmic digital rau en la presentació: cada episodi d'un webtoon es publica en una sola imatge vertical, fet que en facilita la lectura en telèfons mòbils i dispositius electrònics. Es distingeix del manhwa per una major publicació d'obres en color, pel tipus de lectura i per la llibertat temàtica respecte al format físic.

## Història

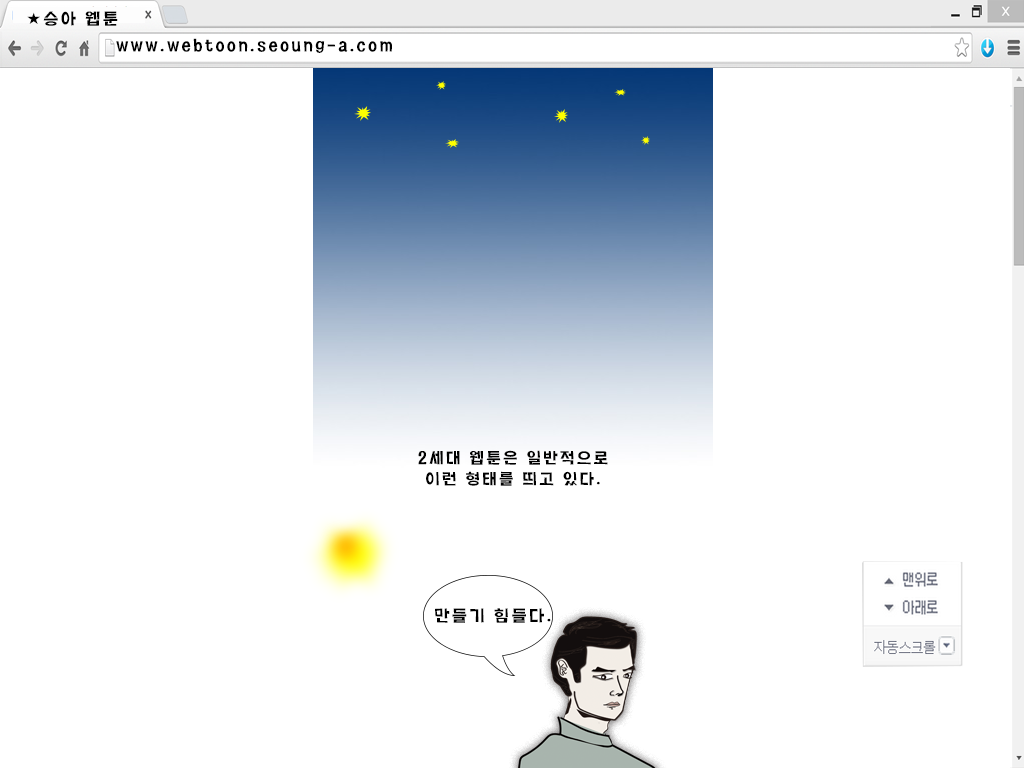
Exemple de vinyeta vertical de webtoon

Basant-se en la popularitat a Corea del Sud del còmic digital i dels telèfons intel·ligents, el lloc web Daum va estrenar un servei de webtoon el 2003, amb contingut gratuït i de pagament. Dos anys després el portal Naver va crear el seu propi servei, Naver Webtoon, que adaptaria la principal característica d'aquest format: històries en una sola imatge vertical per a facilitar-ne la lectura en dispositius electrònics. En ambdós casos l'oferta no es limitava a autories professionals o editorials, sinó que les persones usuàries podien pujar les pròpies creacions i compartir-les amb la comunitat de lectors.
A mitjans dels anys 2010 s'havien publicat un total de 4.400 sèries en aquest format. D'acord amb el ministeri de Cultura de Corea del Sud, la indústria del webtoon va arribar a generar més de 153 milions de dòlars el 2014, si bé la quantitat que pot percebre un dibuixant és força dispar. Alguns títols han estat fins i tot adaptats a sèrie d'animació (Noblesse, Torre de Déu, The God of High School, Solo Leveling) o al cinema (Secretly, Greatly).
Dins de l'anomenada «ona coreana», Naver va arribar per presentar el 2015 Line Webtoon a nivell internacional amb traduccions en anglès, obres d'autors estatunidencs i un servei de micromecenatge perquè els lectors aportessin diners a les seves obres preferides. A aquesta empresa li van seguir d'altres a Corea del Sud com Kakao Webtoon i Lezhin Comics.